# Xterm
xterm (съкращение от X Terminal, т.е. терминал за X среда) е стандартният терминален емулатор за X Window System. Потребителят може да има няколко инстанции на xterm, всяка от които предоставя отделен вход/изход за даден процес (обикновено този процес е Unix шел).
xterm се е появил преди X. Първоначално е написан като отделен терминален емулатор за VS100 през лятото на 1984 г., когато започва и работата върху X. Малко след това става ясно, че ще е по-полезен като част от X и бива интегриран в графичната среда.
Съществуват много вариации на xterm. Повечето терминални емулатори за X са започнали като негови модифицирани варианти.
По принцип xterm няма лента с меню. Тя е достъпна чрез натискане на Control и някой от бутоните на мишката. Поддръжката за меню може да бъде добавена допълнително.